# Phare du cap Bailey
Le phare du cap Bailey, également appelé phare Cape Baily (en français : phare du cap Baily) construit, en 1950, est implanté à l'entrée sud de la baie Botany, Nouvelle-Galles du Sud en Australie.

## Caractéristiques
Le phare est une tour carrée, blanche, d'une hauteur de 9,1 mètres, s'élevant à 54,9 mètres au-dessus de l'océan. Il est alimenté par l'énergie solaire.

## Codes internationaux
- ARLHS[4] : AUS-019[2]
- NGA : 111-6404[2]
- Admiralty[5] : K2622[2]

## Divers
Le phare n'est pas ouvert au public.

## Galerie
|                    |
| Autre vue du phare |

## Source
- (en) Cet article est partiellement ou en totalité issu de l’article de Wikipédia en anglais intitulé « Cape Bailey Light » (voir la liste des auteurs).